# جایزه بزرگ بریتانیا ۱۹۵۲
جایزه بزرگ بریتانیا ۱۹۵۲ (انگلیسی: ‎1952 British Grand Prix‎) یک مسابقهٔ موتوری در رشتهٔ اتومبیل‌رانی فرمول یک بود که در تاریخ ۱۹ ژوئیه ۱۹۵۲ در پیست سیلورستون واقع در سیلورستون، انگلستان برگزار شد. این گراند پری در میان ۸ گراند پری در فصل ۱۹۵۲، مسابقهٔ شمارهٔ ۵ بود.
در این مسابقه که در ۸۵ دور و به مسافت ۴۰۰٫۳۰۷ کیلومتر (۲۴۸٫۷۳۹ مایل) برگزار شد، پول پوزیشن توسط نینو فارینا کسب شد و سریع‌ترین زمان برای طی یک دور پیست که برابر با ۱:۵۲٫۰ بود نیز توسط آلبرتو اسکاری به ثبت رسید.
آلبرتو اسکاری از تیم فراری، پیرو تاروفی از تیم فراری و مایک هاثورن از تیم کوپر-بریستول به‌ترتیب مقام‌های اول تا سوم مسابقه را کسب کردند.

## رده‌بندی قهرمانی پس از مسابقه
| رده‌بندی قهرمانی رانندگان \| \| جایگاه \| راننده \| امتیاز \| \| -------- \| ------ \| ------------- \| ------ \| \| \| ۱ \| آلبرتو اسکاری \| ۲۷ \| \| \| ۲ \| پیرو تاروفی \| ۱۹ \| \| \| ۳ \| نینو فارینا \| ۱۲ \| \| \| ۴ \| تروی راتمن \| ۸ \| \| \| ۵ \| رابرت منزون \| ۷ \| \| منبع:[۱] \| \| \| \| |        |               |        |
| | جایگاه | راننده        | امتیاز |
| | ۱      | آلبرتو اسکاری | ۲۷     |
| | ۲      | پیرو تاروفی   | ۱۹     |
| | ۳      | نینو فارینا   | ۱۲     |
| | ۴      | تروی راتمن    | ۸      |
| | ۵      | رابرت منزون   | ۷      |
| منبع: |        |               |        |

یادداشت
- تنها پنج جایگاه نخست از هر رده‌بندی نمایش داده شده‌است.